# Take That
A Take That egy angol fiúegyüttes, melynek alapító tagjai Gary Barlow, Howard Donald, Jason Orange, Mark Owen és Robbie Williams.
Az együttes tagjait Martin-Smith menedzser hozta össze 1990-ben. Majd három sikeres nagylemez után Robbie Williams elhagyta a zenekart és szólókarrierbe kezdett. 1996. február 13-án, Robbie huszonkettedik születésnapján, egy manchesteri sajtótájékoztatón a csapat többi tagja bejelentette az együttes feloszlását.
Mindannyian próbálkoztak szólókarrierrel, de egyikük se lett olyan sikeres, mint Robbie Williams, aki Európa egyik legnagyobb sztárja lett: ő a legtöbb lemezt eladó brit szólóénekes az Egyesült Királyságban, 17 Brit Awards díjával ő a rekordtartó, 2006-os turnéjára egy nap alatt 1,6 millió jegyet vásároltak, ezzel bekerült a Guinness Rekordok Könyvébe, és eddig több, mint 70 millió lemezt adott el világszerte.
2006-ban bejelentették újjáalakulásukat, Robbie Williams nélkül. Négytagúként is sikeresnek bizonyultak, újra koncerteztek, Beautiful World, illetve 2008-ban The Circus címmel kiadtak két új lemezt is. 2010-ben ismét visszatért a zenekarba Robbie Williams is, így hatodik lemezüket, a Progresst már ismét öten vették fel, mely a brit lemezeladás második leggyorsabban fogyó korongja lett, a 2011-es turné pedig minden idők leggyorsabban fogyó jegyei lettek az Egyesült Királyságban, megdöntve ezzel az előző, The Circus Live turnéjuk 2009-es eladásait.
2014 végén Robbie ismét otthagyta a Take Thatet, hogy újra szólókarrierjével foglalkozhasson, ám ezúttal békében váltak el, sőt Gary Barlow kijelentette, bármikor visszatérhet a zenekarba, ha úgy akarja, hiszen "ő a testvérük". Szintén 2014-ben Jason Orange is kilépett, így a Take That azóta három taggal működik.

## Diszkográfia
- Take That & Party (1992)
- Everything Changes (1993)
- Nobody Else (1995)
- Beautiful World (2006)
- The Circus (2008)
- Progress (2010)[4]
- III (2014)
- Wonderland (2017)